# إدي دان
إدي دان (بالإنجليزية: Eddie Dunn)‏ هو ممثل أمريكي، ولد في 31 مارس 1896 في الولايات المتحدة، وتوفي في 5 مايو 1951 بهوليوود في الولايات المتحدة.

## أعمال

### أفلام
- (1938) كنتاكي
- (1940) الديكتاتور العظيم[1][2]

## وصلات خارجية
- إدي دان على موقع IMDb (الإنجليزية)
- إدي دان على موقع ألو سيني (الفرنسية)
- إدي دان على موقع أول موفي (الإنجليزية)
- إدي دان على موقع قاعدة بيانات برودواي على الإنترنت (الإنجليزية)
- إدي دان على موقع قاعدة بيانات الأفلام السويدية (السويدية)
- إدي دان على موقع قاعدة بيانات الفيلم (الإنجليزية)
- إدي دان على موقع كينوبويسك (الروسية)